# Nissan X-Trail
El Nissan X-Trail es un vehículo deportivo utilitario del segmento D producido por el fabricante de automóviles japonés Nissan. Su comercialización en México se inició a finales de septiembre del año 2000. Fue el primer modelo lanzado por Nissan tras el nombramiento de Carlos Ghosn como presidente de la compañía (aunque el proyecto era anterior), y coincidió con una nueva imagen de marca y el inicio de la meteórica recuperación económica de Nissan.
Aunque Nissan ya era entonces una marca de reconocido prestigio en modelos todoterreno, carecía de un modelo que representase a la marca en el incipiente segmento de los todoterrenos ligeros, para competir con modelos como los Suzuki Grand Vitara, Toyota RAV4, Subaru Forester, el Mitsubishi Outlander, Honda CR-V, Land Rover Freelander, Ford Escape, Kia Sportage, Renault Koleos, Peugeot 5008 y Hyundai Tucson.
En su tercera generación a partir del modelo 2016 presentó inconsistencias en su proceso de ensamble y hubo una baja en las ventas, siendo esta provocada debido a una falla en los repuestos en refacciones, siendo la más afectada la parte de la suspensión. Debido a que inicio en Chile su primera línea de producción, teniendo así desperfectos en eje trasero y siendo cambiada la planta a Estados Unidos, en donde en un principio se había planeado.
Fue algo que Nissan rápidamente solucionó y volvieron a estar dentro del Top 3 de SUV vendidas en el mercado, dejando así claro que no permitirían ensuciar el nombre de la marca tan reconocida y bien posicionada en el mercado automotriz.

## Generaciones

### Primera generación (2000-2007)

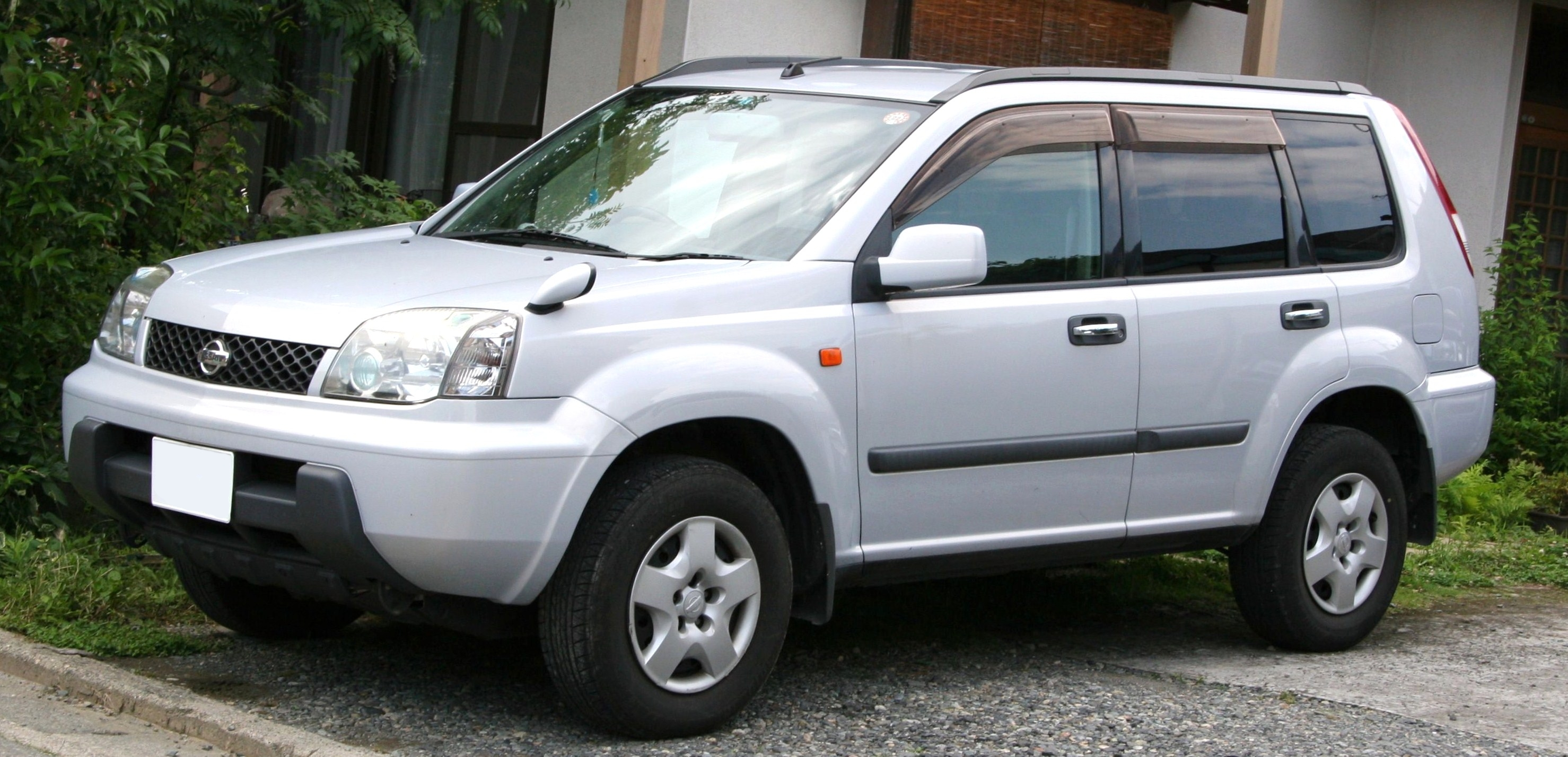
Primera generación X-Trail
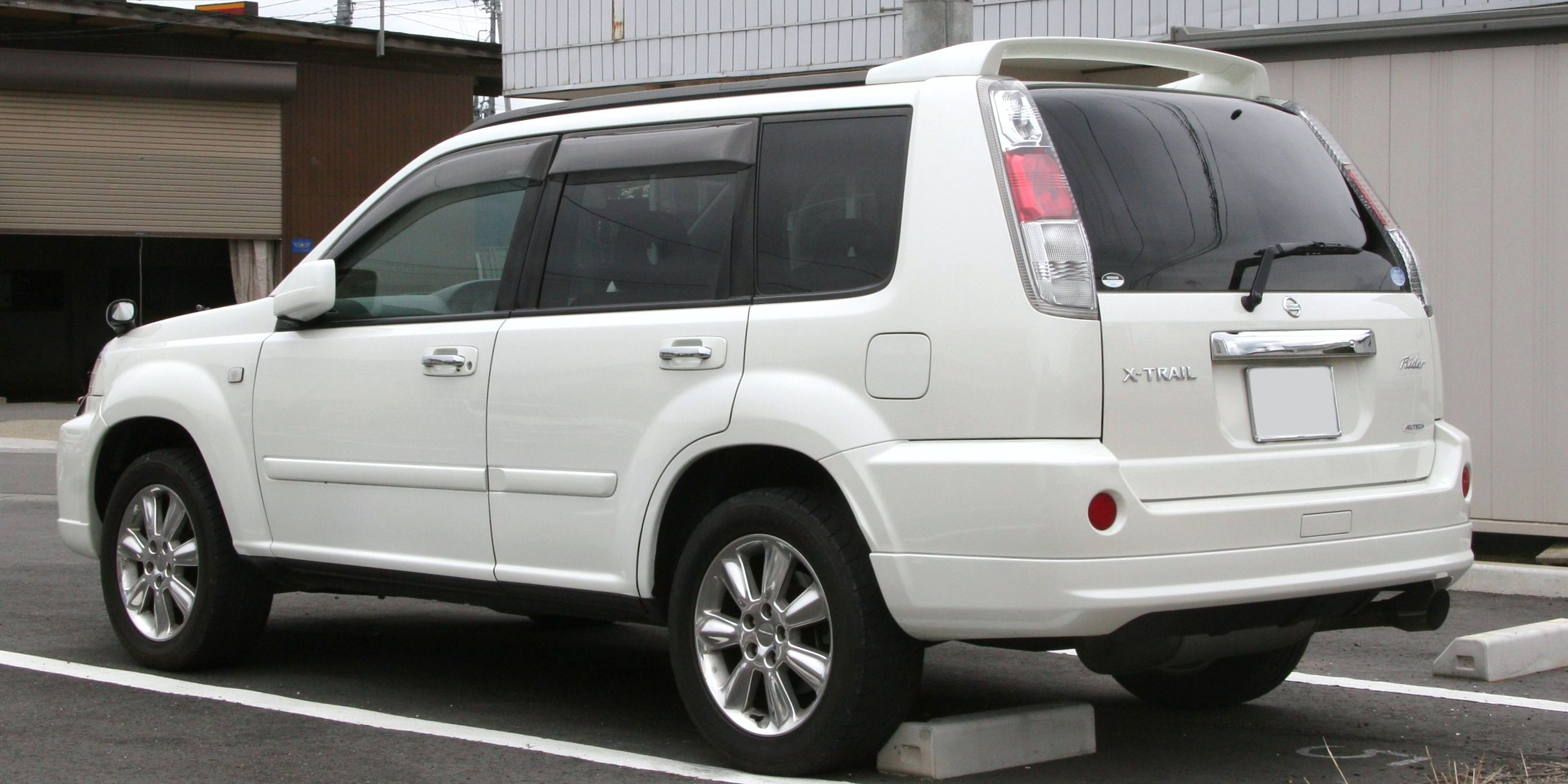
Primera generación X-Trail

### Segunda generación (2008-2015)

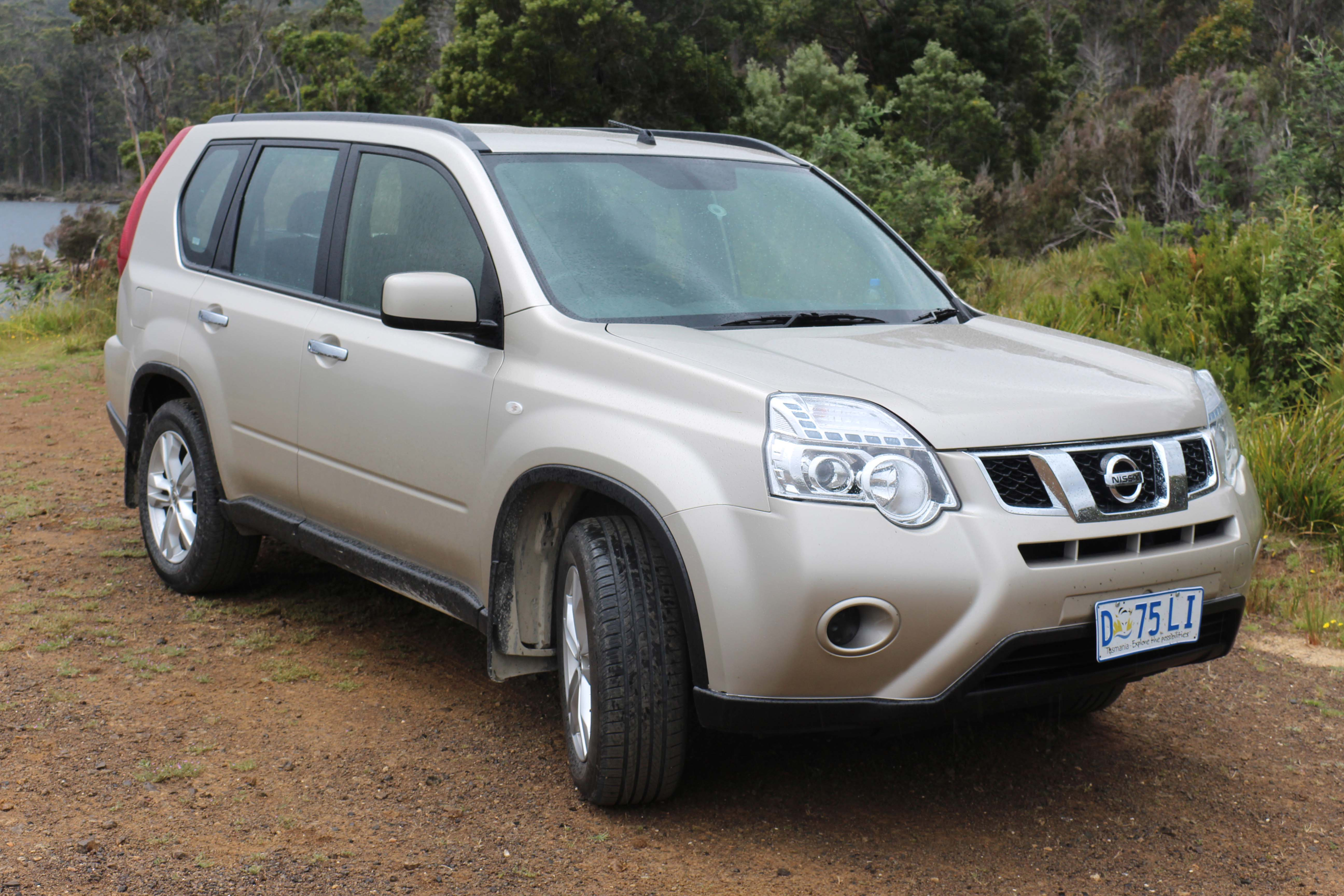
Vista frontal Segunda generación X-Trail
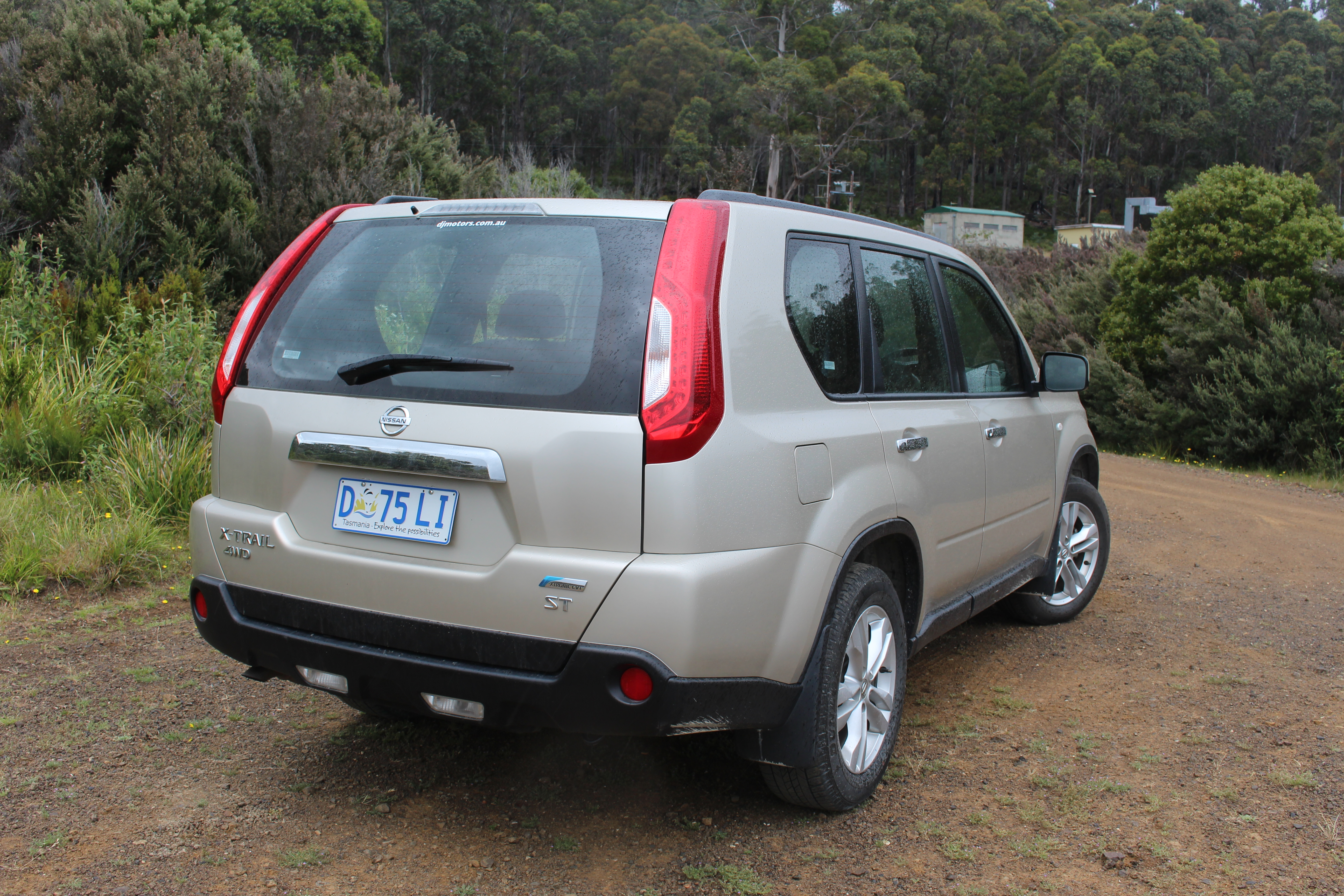
Vista trasera del X-Trail

### Tercera generación (2015-2022)

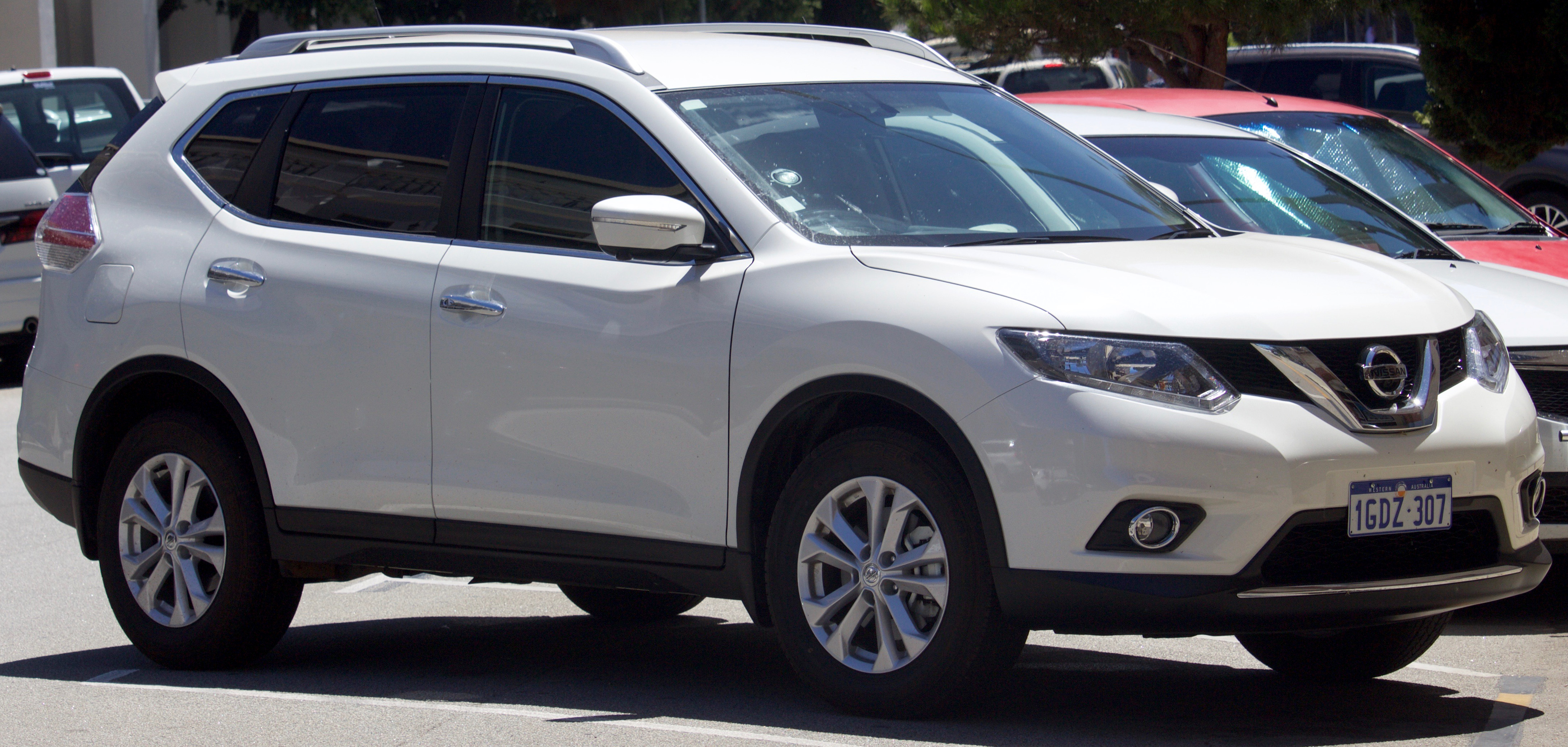
Tercera generación X-Trail
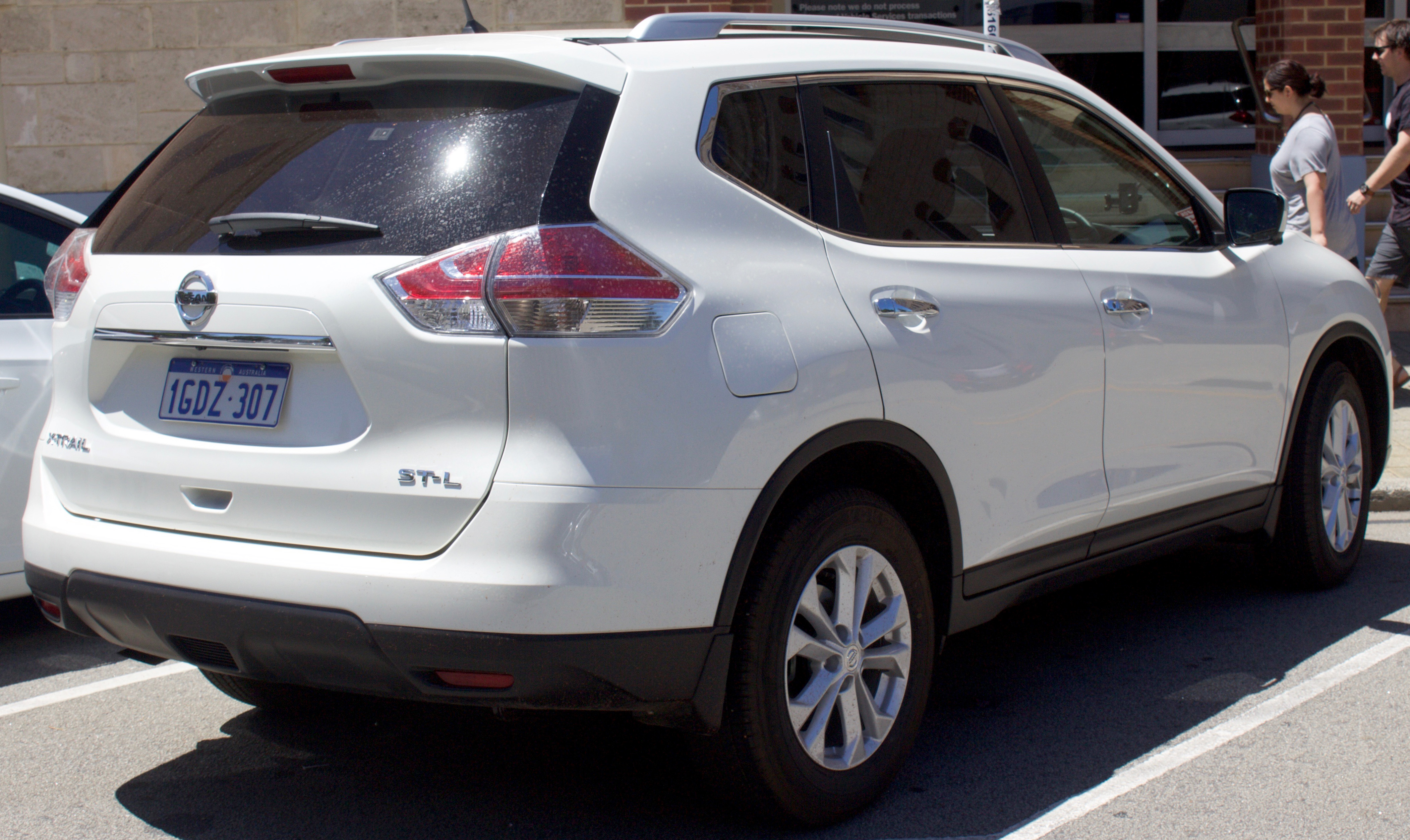
Tercera generación X-Trail vista trasera

### Facelift 2018 Nissan X-Trail

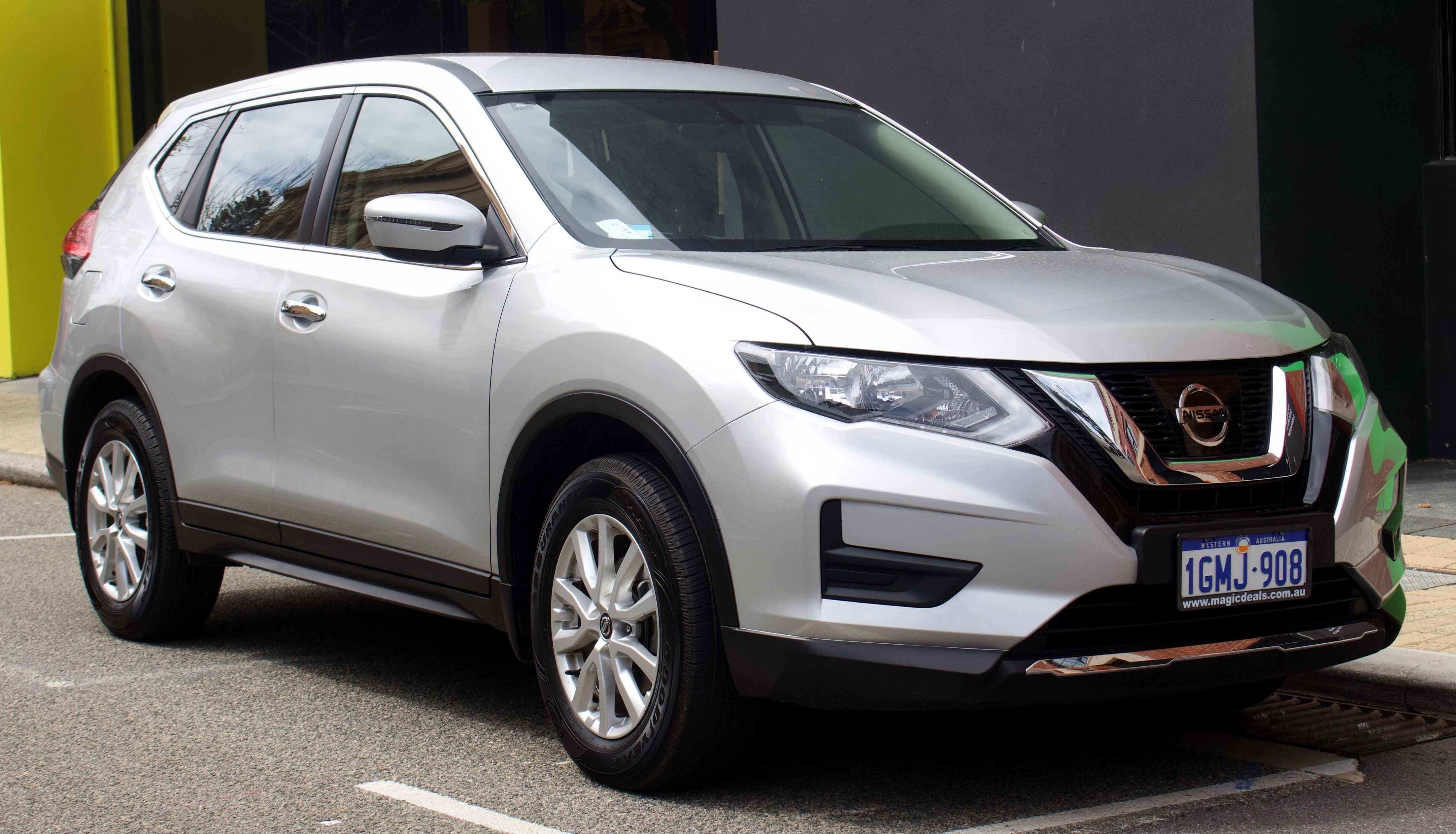
Vista frontal Facelift X-trail
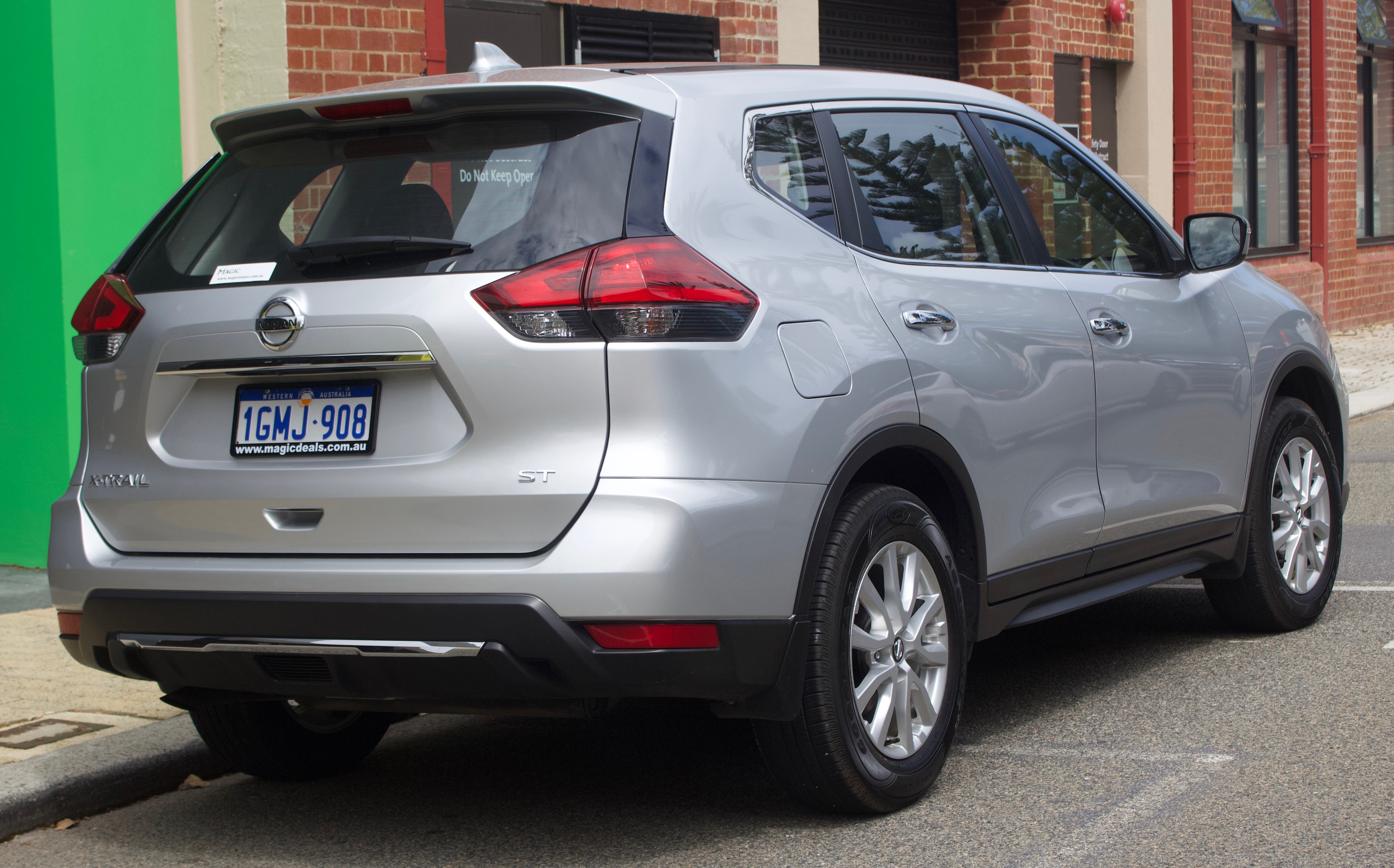
Vista Facelift  Trasera 2018 X-trail

### Cuarta generación (2022-presente)

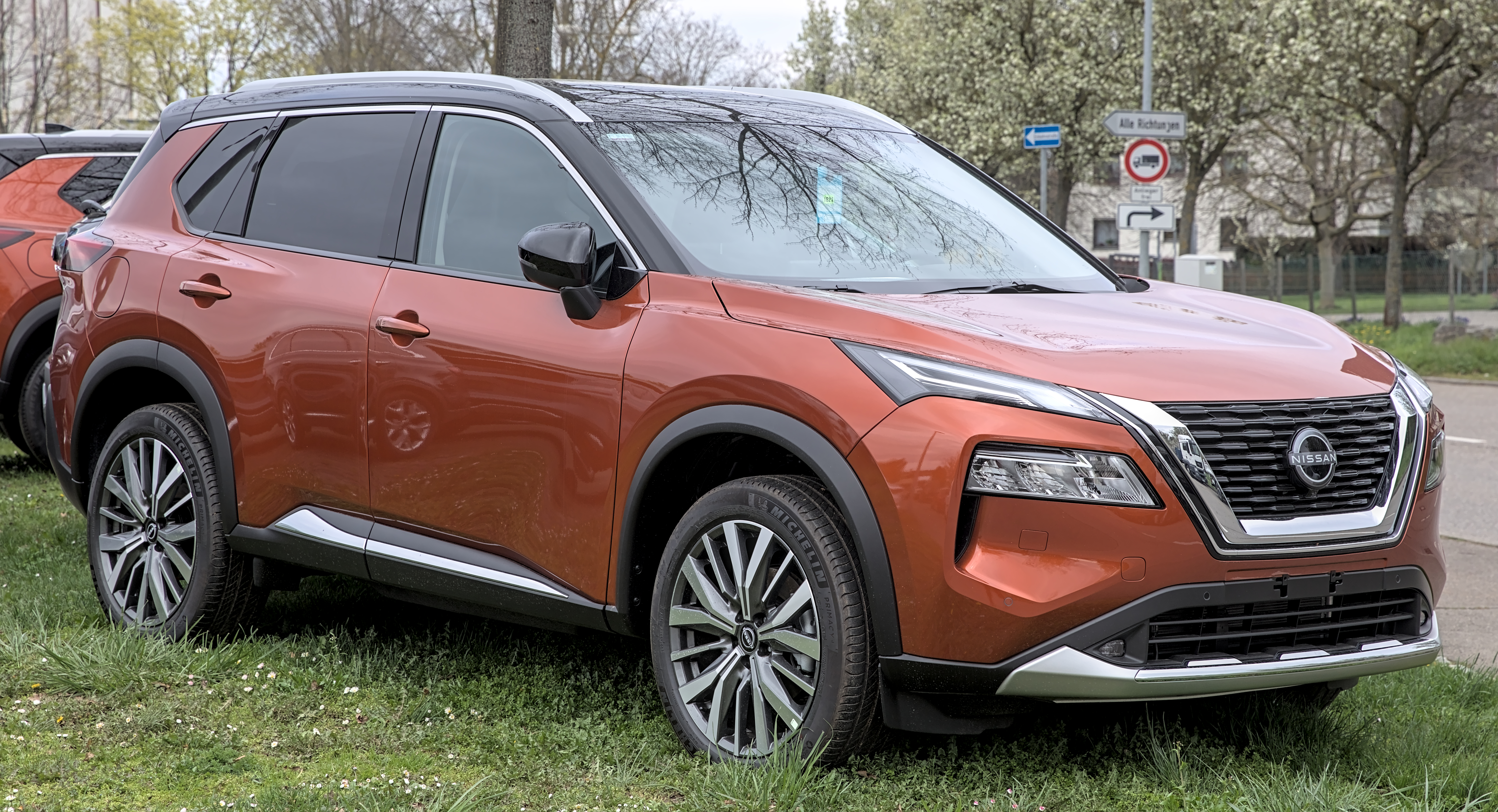
Cuarta generación X-Trail
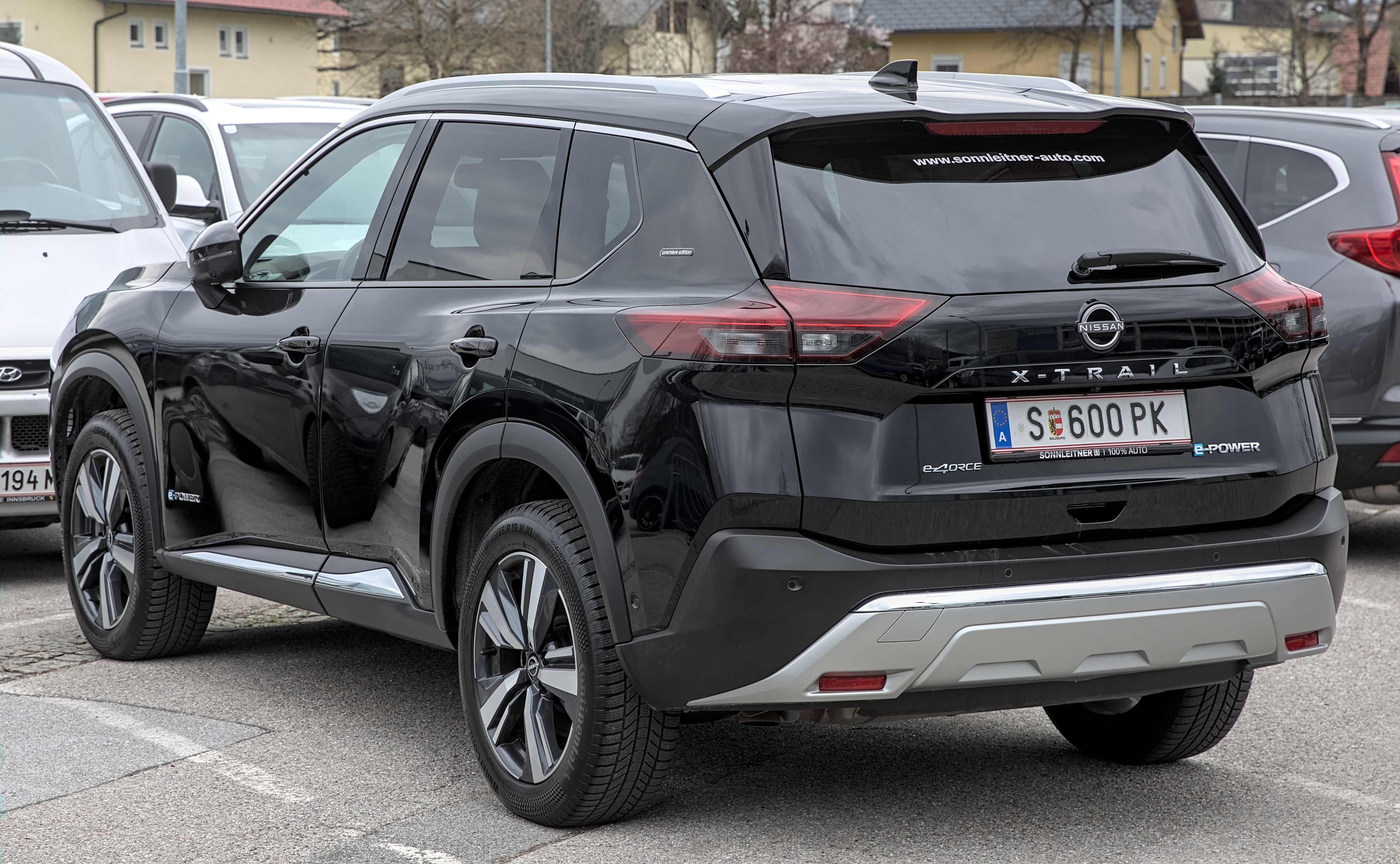
Cuarta generación X-Trail vista trasera

## Características
El X-Trail se comenzó a comercializar con una única carrocería de 5 puertas, cinco cómodas plazas y un innovador sistema de tracción a las cuatro ruedas con selector electrónico de tres posiciones denominado "All-Mode". Dicho sistema permite al conductor utilizar únicamente la tracción delantera (2WD, para ahorrar combustible), dejar que el sistema gestione automáticamente el reparto de par (Auto), con un tiempo de respuesta de 1 ms o bloquear el diferencial central (Lock), pasando así un 57% del par al eje delantero y el 43% restante al trasero.
La suspensión es independiente multibrazo a las cuatro ruedas. Posee frenos de disco en las cuatro ruedas, ABS, repartidor electrónico de frenada y asistencia a frenada de emergencia.
Al menos los primeros X-Trail eran unidades de importación fabricados en Japón. En cuanto a versiones, los primeros X-Trail estaban disponibles en 6 niveles de equipamiento:
- Comfort: doble bolsa de aire, espejos y elevalunas eléctricos (del/tras), cierre centralizado con mando, radiocasete con 4 altavoces, asientos traseros reclinables y abatibles.

- Comfort A/A: añade al anterior el climatizador automático.

- Sport: añade al Confort climatizador automático, alerón trasero, pedales deportivos en aluminio y audio con seis altavoces.

- Sport Pack: añade a Sport bolsas de aire laterales, llantas de aleación, faros antiniebla, techo solar XXL, y cargador de 6 CD.

- Luxury: como Sport Pack SIN espóiler, ni pedales deportivos pero con caja-reposabrazos delantero y lavafaros.

- Trendline: como Sport Pack más rieles de techo con luces antiniebla de largo alcance y alerón de aluminio. Tapicería del color del vehículo.

- Elegance: añade a Luxury tapicería en piel, retrovisores abatibles eléctricamente y control de estabilidad en las versiones con motor de gasolina.

- El techo solar es un distintivo de la marca ya que abarca las dos filas de asientos y es completamente abatible, la sensación de libertad es única.

En el 2008 sale a la venta el nuevo X-Trail(i), con varias modificaciones, nuevo chasis más largo y motores mejorados (más eficientes). El tablero de instrumentos otra vez al frente del volante, caja de cambios CVT y nuevas funciones, como el control de descenso y la partida en pendiente. Además de opciones más económicas 4x2 y llantas con tapas de ruedas (en algunos mercados).
En 2013, el X-trail de Nissan ofrece las siguientes características:
- Techo solar Panorámico

Incorpora el techo solar más amplio de su segmento. Ajustable a cuatro diferentes posiciones, permite que la luz se introduzca para destacar cada detalle del interior.
- Cámara de marcha atrás

Cuenta con guías de distancia, hace que todo trayecto sea perfectamente controlable.
- Temperatura

Los portavasos y la guantera son enfriables así como los asientos calefacción independiente, convierten el clima en el interior en una opción a la carta.
- Conectividad

El Nuevo Nissan X-TRAIL se adapta a todo ritmo. Su sistema de Bluetooth® hace posible atender llamadas sin despegar las manos del volante, reconociendo además tres idiomas diferentes, pues está diseñado para la pluralidad propia de las grandes urbes. El sistema iPod® Ready permite disfrutar una selección personalizada de música y hacer del tráfico un problema menor.
- Espacio interior

El Nuevo Nissan X-TRAIL se adapta con facilidad a los ritmos de vida más exigentes. Caracterizada por su versatilidad, brinda todo el espacio necesario para llevar lo que haga falta, además de contar con un compartimento de carga con doble fondo y un cajón multiusos integrado.
- Asistente de ascenso y descenso

El Nuevo Nissan X-TRAIL incorpora un asistente de ascenso y descenso, que permite tener mayor control del camino y optimiza el rendimiento de los frenos.
- Modos de conducción

El Nuevo Nissan X-TRAIL ofrece diferentes modos de conducción para todo tipo de superficie, cubriendo las necesidades de tracción en llantas al elegir entre modo 2WD, AUTO o LOCK.
- Desempeño y rendimiento

El Nuevo Nissan X-TRAIL, cuyo magnífico rendimiento brinda un potente pero económico desempeño de motor. Su capacidad, aunada a los cambios de marcha más suaves, la convierten en un vehículo imparable.
- Seguridad

El Nuevo Nissan X-TRAIL cuenta con cabeceras delanteras de seguridad activa, también cuenta con seguros para niños en cristales y puertas traseras, porque seguridad es sinónimo de tranquilidad.
- Llave inteligente

El Nuevo Nissan X-TRAIL va un paso adelante con su llave inteligente, con la que abrir una puerta o encender el motor con el toque de un dedo es una realidad.
Desplazamiento	2.5
Número y disposición de cilindros	4 en línea
Número de válvulas	16 (DOHC))
Potencia neta (hp @ rpm)	166@6000
Torque (lb-pie @ rpm)	166@4400
Relación de compresión (:1)	9.6
Pistón, diámetro x carrera (mm)	89 x 100
Sistema de alimentación de combustible	Inyección electrónica secuencial multipunto
Sistema de encendido	Directa (NDIS)
Transmisión	
Tipo	XTRONIC® CVT con modo manual (6 velocidades)
Rango CVT	2.349 – 0.394
Relación de reversa: 1.75
Relación final: 5.798
Actualmente el X-TRAIL se encuentra en su tercera generación lanzada en varios países en julio de 2015.
Este modelo ha tenido algunas complicaciones respecto a sus repuestos, especialmente en el tema de suspensión ya que la primera línea de producción de este SUV fue hecha en chile y eso provocó que el mercado bajara sus ventas, siendo esto arreglado a partir del modelo 2019 en adelante.
DATO: El modelo de la primera generación T30 se comercializó en Chile hasta el primer semestre del 2011.

## Motor
- 2.0 16V de 140 CV. Gasolina. Cambio manual de 5 velocidades o automático de 4.

- 2.5 de 178 CV. Gasolina. 4 velocidades transmisión automática (2002-2007) motor QR25.

- 2.5 de 165 CV. Gasolina. 6 velocidades transmisión manual o AT.

- 2.2 DI 16V diésel de 114 CV (136 CV desde 2003), caja de cambios manual de 6 velocidades.

- 2.0 dCi diésel 150cv y 173cv código M9R